# Schwendtkopf
De Schwendtkopf is een 2605 m.ü.A. hoge berg in de Ötztaler Alpen in de Oostenrijkse deelstaat Tirol.
De spitse top van de berg ligt in de Geigenkam, een subgroep van de Ötztaler Alpen, ingeklemd tussen de toppen van de Hochzeiger (2560 m.ü.A.) en de Wildgrat (2971 m.ü.A.). Op de zuidflank van de berg ligt het meertje Großsee (2416 m.ü.A.). De klimroutes vanuit het Pitztal naar de top van de Wildgrat lopen ten zuiden langs de top van de Schwendtkopf; de Schwendtkopf zelf wordt zelden beklommen.,